# Zakroczym (gmina)
Pour les articles homonymes, voir Zakroczym (homonymie).
Zakroczym est une gmina urbaine-rurale (gmina miejsko-wiejska) ou mixte du powiat de Nowy Dwór Mazowiecki, dans la voïvodie de Mazovie, dans le centre-est de la Pologne.

## Géographie

### Situation
La ville de Zakroczym, son chef-lieu, se situe environ 5 kilomètres à l'ouest de Nowy Dwór Mazowiecki (siège du powiat) et 36 kilomètres au nord-ouest de Varsovie.

### Superficie
La gmina a une superficie de 71,42 km2 (10,33 % de celle du powiat) pour une population de 6 277 habitants en 2006, avec une population de 3 367 habitants pour la ville de Zakroczym et de 2 910 habitants pour la partie rurale de la gmina.
D'après les données de 2002, la commune de Zakroczym comportait :
- des terres agricoles pour 72 %
- des forêts pour 12 %.

### Villages et localités
Outre la ville de Zakroczym, la gmina inclut les villages et localités de:

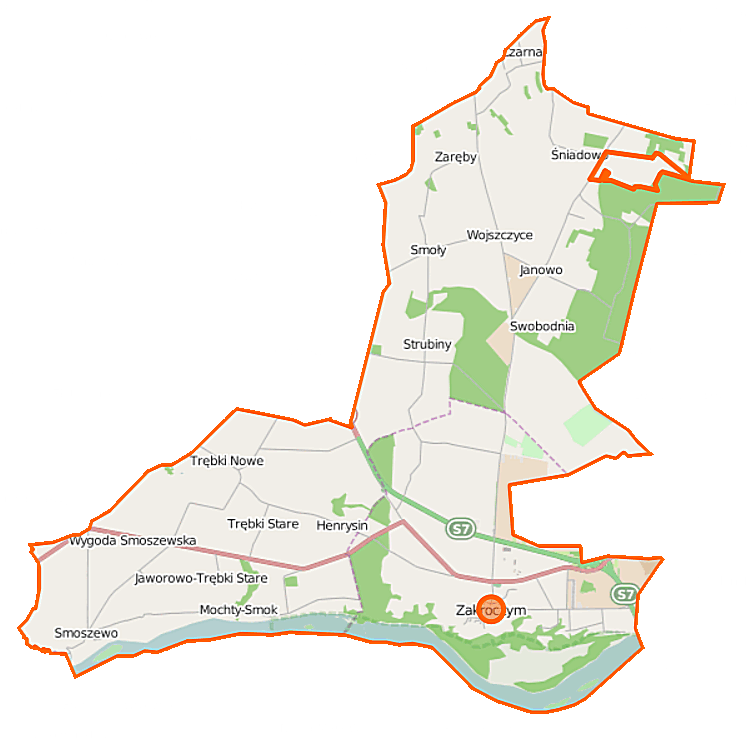
Plan de la gmina

- Błogosławie
- Czarna
- Emolinek
- Henrysin
- Janowo
- Mochty-Smok
- Smoły
- Smoszewo
- Śniadowo
- Strubiny
- Swobodnia
- Trębki Stare
- Wojszczyce
- Wólka Smoszewska
- Wygoda Smoszewska
- Zaręby

### Gminy voisines
La gmina de Zakroczym est voisine :
- de la ville de Nowy Dwór Mazowiecki
- des gminy de :
  - Czerwińsk nad Wisłą
  - Czosnów
  - Joniec
  - Leoncin
  - Nasielsk
  - Pomiechówek
  - Załuski

## Histoire
De 1975 à 1998, la gmina relevait administrativement de la voïvodie de Varsovie.
Depuis 1999, elle fait partie de la voïvodie de Mazovie.

## Démographie
Données du 30 juin 2004 :
| Description        | Total  | Total | Femmes | Femmes | Hommes | Hommes |
| ------------------ | ------ | ----- | ------ | ------ | ------ | ------ |
| Unité              | Nombre | %     | Nombre | %      | Nombre | %      |
| Population         | 6 385  | 100   | 3 242  | 50,8   | 3 143  | 49,2   |
| Densité (hab./km²) | 89,4   | 89,4  | 45,4   | 45,4   | 44     | 44     |